# Stanislav Ieriomine
Stanislav Viatcheslavovitch Ieriomine (en russe : Станислав Вячеславович Ерёмин) est un joueur russe de volley-ball né le 23 juin 1985 à Simféropol (RSS d'Ukraine). Il mesure 1,97 m et joue réceptionneur-attaquant.

## Clubs
| Club                      | De        | À         |
| ------------------------- | --------- | --------- |
| Lokomotiv Belgorod        | 2002-2003 | 2003-2004 |
| CSKA Moscou               | 2004-2005 | 2004-2005 |
| Metalloinvest Stary Oskol | 2005-2006 | 2005-2006 |
| beach-volley              | 2006-2007 | 2007-2008 |
| Oural Oufa                | 2008-2009 | 2008-2009 |
| DY Kaliningrad            | 2009-2010 | 2010-2011 |
| Dinamo Krasnodar          | 2011-2012 | ...       |

## Palmarès
- Ligue des champions (2)
  - Vainqueur : 2003, 2004
- Championnat de Russie (2)
  - Vainqueur : 2003, 2004
- Coupe de Russie (1)
  - Vainqueur : 2003